# Oholiab

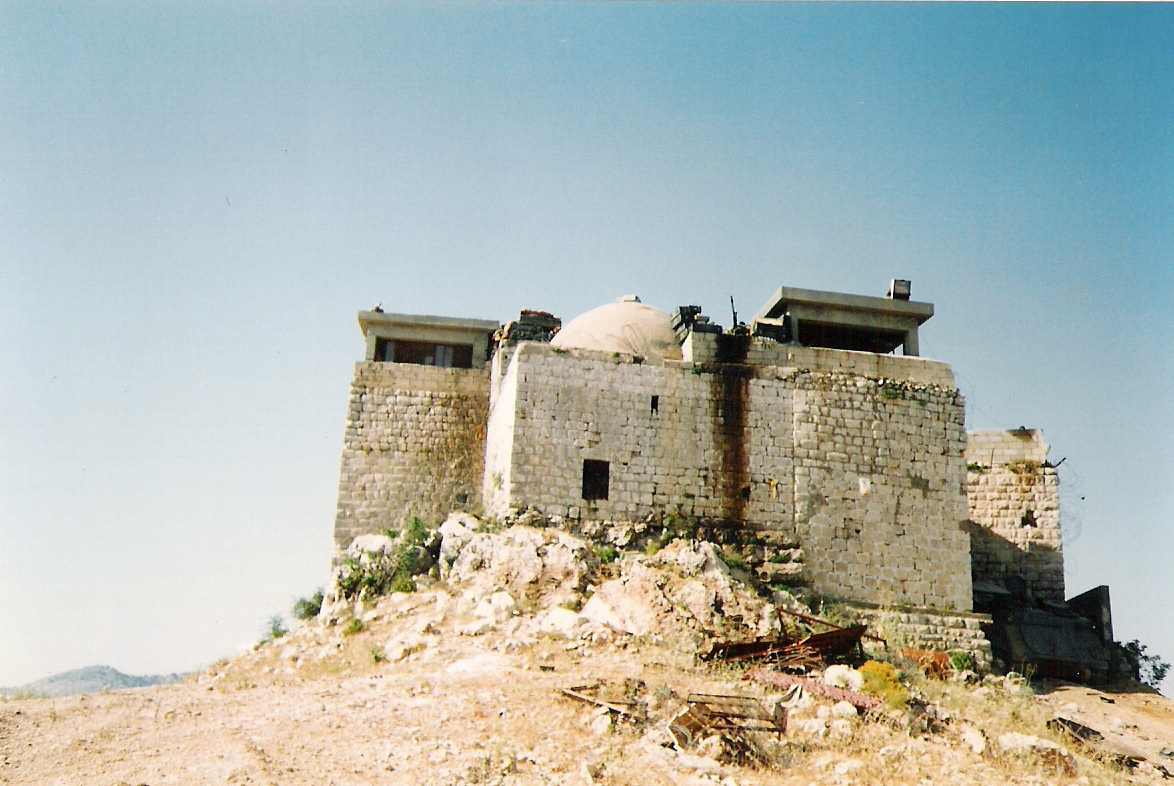
Sanctuaire Nabi Sujud dédié à Oholiab. Situé dans le district de Jezzine, au Liban.

Oholiab (parfois Oliab) est un personnage biblique du livre de l'Exode (31:6), un architecte, fils d'Ahisamac, issu de la tribu de Dan. Il est assistant de Béséléel.
Son nom vient de l'hébreu ʾĀholīʾāḇ (אָהֳלִיאָב), qui signifie "tente du père".

## Source
- L'Ancien Testament, Livre de l'Exode (Ex 31)
- La Légende des siècles (Le Temple)